# Френк Воллас
Френк Воллас (англ. Frank Wallace, 15 липня 1922, Сент-Луїс — 13 листопада 1979, там само) — американський футболіст, що грав на позиції нападника, зокрема, за клуби «Сент-Луїс Вілдкетс», «Рефтері» та «Стімфіттерс», а також національну збірну США.

## Клубна кар'єра
У футболі дебютував виступами за команду «Сент-Луїс Вілдкетс». 
Своєю грою за цю команду привернув увагу представників тренерського штабу клубу «Рефтері», до складу якого приєднався 1945 року. Відіграв за «Рефтері» один сезон своєї ігрової кар'єри.
Згодом уклав контракт з клубом «Стімфіттерс». 
Завершив професійну ігрову кар'єру у клубі «Сент-Луїс Сімпкінс-Форд».

## Виступи за збірну
1949 року дебютував в офіційних матчах у складі національної збірної США. Протягом кар'єри у національній команді провів у її формі 7 матчів, забивши 3 голи.
У складі збірної був учасником чемпіонату світу 1950 року у Бразилії, де зіграв з Іспанією (1-3), з Англією (1-0) і з Чилі (2-5). У першій грі забив один гол.
Помер 13 листопада 1979 року на 58-му році життя.